# Papa Innocenzo XII
Papa Innocenzo XII, in latino: Innocentius PP. XII, nato Antonio Pignatelli di Spinazzola (Spinazzola, 13 marzo 1615 – Roma, 27 settembre 1700), è stato il 242º papa della Chiesa cattolica dal 1691 fino alla sua morte. Fu uno degli ultimi papi nati nell'Italia meridionale (dopo di lui la Chiesa cattolica ha annoverato solamente papa Benedetto XIII).

## Biografia
Membro di un nobile casato napoletano, Antonio Pignatelli nacque (quarto di cinque figli) il 13 marzo 1615 a Spinazzola, feudo di famiglia in terra lucana (oggi in Puglia, a seguito del ridisegno delle province da parte di Gioacchino Murat nel 1811). Il padre, Francesco, era marchese di Cerchiara e marchese di Spinazzola; la madre, Porzia Carafa, era figlia del duca d'Andria Fabrizio Carafa.

Antonio trascorse tutto il periodo di formazione a Roma nel Collegio dei Gesuiti, dove prese gli ordini sacri (probabilmente nel 1643) e si laureò in utroque iure. 
Successivamente papa Urbano VIII lo chiamò nella Curia romana.
Fu ordinato vescovo il 27 ottobre 1652. Svolse la carriera diplomatica come nunzio apostolico. Per undici anni (1660 – marzo 1671) risiedette all'estero, tra Confederazione polacco-lituana e Impero austriaco. 

Fu creato cardinale il 1º settembre 1681 da Innocenzo XI.

Come porporato partecipò a due conclavi: quello del 1689 e quello del 1691 (che lo elesse).

### Cronologia degli incarichi
- Referendario del tribunale della Segnatura
- Agosto 1643 – gennaio 1644: è vicelegato a Urbino
- 1645-1646: è governatore di Perugia[3]
- 1646 – febbraio 1649: è inquisitore nell'isola di Malta (nominato da Innocenzo X)
- 11 aprile 1650 – 1652: è governatore di Viterbo
- 14 ottobre 1652 – 4 maggio 1671: è nominato vescovo titolare dell'Arcidiocesi di Larissa (Grecia)
- 29 ottobre 1652 – 21 maggio 1660: è nunzio apostolico nel Granducato di Toscana
- 21 maggio 1660: è nunzio nella Confederazione polacco-lituana (nomina di Alessandro VII), poi a Vienna (nominato il 9 marzo 1668 da Clemente IX)
- 4 maggio 1671 – 12 gennaio 1672: è vescovo di Lecce, nominato da Clemente X. Lo stesso Clemente X lo chiama poi a Roma, dove è segretario della Congregazione dei vescovi e regolari (1673), poi è suo Maestro di Camera (29 maggio 1675, nomina confermata dal successore Innocenzo XI).
- 1º settembre 1681: è creato cardinale presbitero; il 22 dello stesso mese assume il titolo di San Pancrazio fuori le mura.
- 12 gennaio 1682 – 30 settembre 1686: è vescovo di Faenza;
- 2 ottobre 1684 – 8 novembre 1687: è legato apostolico a Bologna[4]
- 30 settembre 1686 – 12 luglio 1691: è arcivescovo di Napoli
- 12 luglio 1691: è eletto romano pontefice.

### Il conclave del 1691
Innocenzo XII fu eletto papa il 12 luglio 1691 nel Palazzo Apostolico e fu incoronato il 15 luglio dal cardinale Urbano Sacchetti.
Apertosi il 12 febbraio, fu il conclave più lungo dopo oltre 300 anni: per trovare un'elezione papale più lunga si deve andare a ritroso fino al 1314-1316, cioè al conclave che elesse Giovanni XXII.
Al conclave parteciparono 65 cardinali, i quali formarono, come da tradizione, tre gruppi: filo-francesi, filo-spagnoli e “zelanti”. Quest'ultimo gruppo era guidato dal cardinale Giovanni Francesco Negroni, che fu determinante per l'insuccesso di Giovanni Dolfin, inviso ai filo-spagnoli. I due favoriti rimasero Gregorio Barbarigo e Antonio Pignatelli. 
La candidatura del Barbarigo fu osteggiata dai francesi; le trattative per farlo eleggere durarono fino a luglio, quando la sua candidatura fu lasciata cadere e venne eletto Pignatelli. Il nuovo papa, che aveva settantasei anni, assunse il nome pontificale di Innocenzo XII in onore di Innocenzo XI, grazie al quale aveva ricevuto la porpora cardinalizia.

## Il pontificato

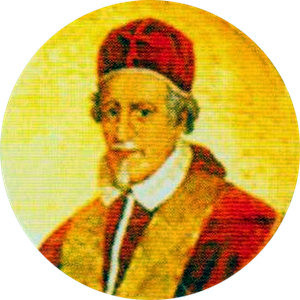
Ritratto di papa Innocenzo XII, conservato nella Basilica di San Paolo fuori le mura a Roma.

### Relazioni con le istituzioni della Chiesa

#### Decisioni generali ecclesiastiche
Il 12 novembre 1691 il nuovo pontefice indisse un giubileo straordinario per chiedere l'aiuto divino. Durante il suo pontificato la vita dei popoli europei fu spesso funestata dalle guerre. Innocenzo XII proclamò l'8 settembre 1693 un giubileo straordinario e un altro il 4 dicembre 1695 per invocare la pace tra i monarchi cristiani.

Con la costituzione apostolica Speculatores (4 novembre 1694) Innocenzo XII fissò le norme canoniche riguardanti il basso clero. Con un'altra costituzione confermò che tutti i sacerdoti regolari, e i gesuiti, dovessero obbedire al Papa (6 ottobre 1696).
Convinto della necessità che il clero dovesse porsi a modello dei fedeli, il pontefice fece pubblicare la costituzione apostolica Sanctissimus in Christo Pater (18 luglio 1695), con la quale richiese a ogni ordine religioso una più stretta osservanza delle regole proprie e una più attenta preparazione dei giovani nei noviziati. Successivamente creò una speciale commissione di cardinali che vegliassero sull'applicazione della costituzione stessa. Il 4 agosto 1698, con la costituzione Debitum pastoralis, il pontefice soppresse la Congregazione sopra lo stato dei regolari, istituita nel 1649, e dette un carattere permanente alla commissione da lui creata nel 1695, trasformandola in un dicastero vero e proprio con il nome di "Congregazione della disciplina dei regolari", le cui competenze erano distinte da quelle della Congregazione dei vescovi e regolari.

Con la costituzione apostolica Nuper (De celebratione missarum) del 1697, rese obbligatoria la registrazione dei legati e delle messe in base alla loro tipologia.
Innocenzo XII emise, in data 20 agosto 1692, un decreto sulla musica nella liturgia. Il provvedimento, dissipando la confusione causata dalle diversità di interpretazioni, e illuminando tutta la questione, proibì in genere il canto di ogni cantilena o mottetto. Nelle sante Messe solenni permise soltanto, oltre al canto del Gloria e del Credo, di poter cantare l'Introito, il Graduale e l'Offertorio. Nei Vespri non ammise nessun cambiamento, neppure minimo, nelle Antifone che si dicono all'inizio e alla fine di ogni Salmo. 

Nel 1695 proibì la pratica (in uso in Germania) secondo la quale vescovi e abati venivano nominati da capitoli elettorali.
Nel 1699 indisse il giubileo del 1700 (bolla Regi saeculorum, 18 maggio 1699).

#### Curia romana
- Segretario di Stato: Fabrizio Spada (1691-1700)
- Vice-Cancelliere: Pietro Ottoboni (1689-1740)
- Camera Apostolica:
  - Camerlengo: Paluzzo Paluzzi Altieri degli Albertoni (1671-1698); Giambattista Spinola (1698-1719)
  - Tesoriere: Giuseppe Renato Imperiali (1686-1695); Lorenzo Corsini (1695-1706)
- Congregazioni:
  - Inquisizione e Riti: Alderano Cybo (1683-1700)
  - Indice: Girolamo Casanate
  - Concilio: Galeazzo Marescotti (1692-1695); Giuseppe Sacripante (1696-1700)
  - Buon governo: Giuseppe Renato Imperiali (1696-1737)
  - Vescovi: Gaspare Carpegna (1675-1714)
  - Consulta: ...
- Tribunali della Curia:
  - Penitenziere Maggiore: Leandro Colloredo
  - Prefetto della Segnatura Apostolica: Fulvio Astalli (1693-1696), Giovanni Giacomo Cavallerini (1696-1699)
  - Decani della Rota Romana: Jacob Emerix de Matthiis (1686-1699); José de Molines (1698-1717)
- Vicario per la diocesi di Roma: Gaspare Carpegna

Il 23 giugno 1692 emanò la bolla Romanum decet pontificem con la quale abolì la carica di cardinal nipote, trasferendone i poteri al Cardinale segretario di Stato. Il provvedimento, redatto dall'allora cardinale Giovanni Francesco Albani, proibiva ai Papi di concedere proprietà, incarichi o rendite a qualsiasi parente; inoltre, nessun parente poteva essere innalzato al cardinalato. Tale documento è passato alla storia poiché sancì la cessazione della pratica del nepotismo, largamente adoperata dai predecessori. Nello stesso tempo cercò di contrastare la compravendita di cariche presso la Camera Apostolica, e a questo scopo introdusse alla sua corte uno stile di vita più semplice e più economico. Egli stesso disse «...i poveri sono i miei nipoti», ponendo così a confronto il nepotismo di molti tra i suoi predecessori con la sua politica di beneficenza pubblica.

Con una serie di brevi (pubblicati il 16 gennaio 1693) regolò le attribuzioni della Congregazione della visita apostolica.

Abolì il documento del 1352 che regolava i rapporti tra papa eletto e cardinali elettori, secondo il quale il primo doveva sentirsi vincolato alle richieste dei secondi e doveva esaudirle nei primi mesi di pontificato.

#### Ordini e Istituti religiosi
Piaristi
Il pontefice concesse al loro ordine il diritto di insegnare all'Università di Roma.
Ordine del Santissimo Sacramento
Riconobbe la regola dell'ordine con breve del 6 novembre 1693.
Chierici Mariani
Nel 1699 riconobbe la congregazione come ordine di chierici regolari.
Ospedalieri di Sant'Ippolito
Con bolla del 20 maggio 1700 trasformò la congregazione in ordine religioso, con voti solenni di povertà, obbedienza, castità e ospitalità, sotto la regola di sant'Agostino e con i privilegi degli ordini mendicanti.
Altre decisioni
Il 5 agosto 1698 istituì in Roma una Congregazione Lauretana e ne dichiarò prefetto il cardinale segretario di Stato.

### Relazioni con altre Chiese cristiane
Durante il pontificato di Innocenzo XII fu portata a termine l'Unione con Roma degli ortodossi della Transilvania (7 maggio 1700). Vi partecipò il clero ortodosso della Transilvania e quello degli altri territori più occidentali abitati da fedeli di lingua rumena (il Banato, la Crișana, il Sătmar e il Maramureș).
Il pontefice cercò di riportare nell'alveo della cattolicità la Chiesa copta. Egli nominò missionari i Padri minori riformati di San Pietro in Montorio a Roma. Essi si recarono in udienza presso il Patriarca di Alessandria chiedendogli di aggregarsi all'unità cattolica. La risposta del patriarca fu interlocutoria; però egli acconsentì che al Cairo si stabilissero dei missionari inviati dall'Italia.

### Decisioni in materia dottrinale
Giansenismo
La controversia giansenista proseguì anche durante il pontificato di Innocenzo XII. Nel 1668, sotto il pontificato di Clemente IX, il clero francese aveva sottoscritto la Formula di condanna pontificia delle proposizioni contenute nell'Augustinus di Giansenio. Invece i giansenisti francesi e fiamminghi, insofferenti verso l'autorità papale, non accettarono di firmare la Formula. Alla loro richiesta di eseguire delle modifiche al testo, il pontefice rispose negativamente, dapprima con un decreto della Santa Inquisizione e quindi con due brevi (6 febbraio 1694, ai vescovi di Francia, e 23 novembre 1696 ai vescovi di Fiandra), che chiusero definitivamente la questione.

Un'ulteriore condanna del Giansenismo fu emessa nel 1699.
Altre decisioni
- Innocenzo XII autorizzò la pubblicazione dell'opera teologica Fundamentum theologiae moralis del gesuita spagnolo Tirso González de Santalla, confermando l'approvazione già concessa da Innocenzo XI.
- Nel 1697 la Santa Sede dovette dirimere una polemica dottrinale nata in Francia tre anni prima e che non aveva ancora trovato soluzione. Protagonisti erano Jacques Bénigne Bossuet, vescovo di Meaux, e François de Salignac de La Mothe, noto come Fénelon, arcivescovo di Cambrai. Nel 1694 i due alti prelati erano stati concordi nel condannare gli scritti di una mistica, Madame Guyon, ma in seguito tra essi erano sorte delle divergenze. Nel 1697 Fénelon pubblicò le Spiegazioni delle massime dei santi sulla vita interiore in cui offrì una rilettura della condanna di Madame Guyon. Il libro suscitò le ire di re Luigi XIV che nominò una commissione per giudicare le sue idee. Fénelon giocò d'anticipo inviando lo scritto a Roma, sperando di ottenere l'approvazione della Santa Sede. La polemica si trascinò ancora per due anni. Alla fine il papa diede ragione a Bossuet; 23 proposizioni tratte dal libro di Fénelon vennero condannate come non conformi alla dottrina cristiana (Cum alias, 12 marzo 1699).
- Innocenzo XII invece non condannò gli scritti del cardinale Celestino Sfondrati, egli pure accusato dal Bossuet di quietismo;
- Il pontefice fu chiamato a dirimere un'altra controversia, sorta questa volta tra Ordine carmelitano e Bollandisti. Questi ultimi, un gruppo di eruditi appartenenti all'Ordine dei gesuiti, contestavano l'attribuzione al profeta Elia della fondazione stessa dell'Ordine. La polemica si trascinò per diversi anni. Nel 1695 i Bollandisti furono autorizzati a difendersi. Padre Daniel Papebroch diffuse le sue idee in un volume di oltre 900 pagine. La discussione si inasprì e fu richiesto l'intervento del Papa Innocenzo XII, che nel 1698 impose il silenzio alle parti.

### Decisioni in materia liturgica
Controversia dei riti cinesi
Dopo Alessandro VII (1655-1667) nessun pontefice era intervenuto sulla questione. La controversia fu riaperta nel 1693 dal gesuita Charles Maigrot, membro della Società per le missioni estere di Parigi e vicario apostolico nel Fujian. Egli criticò l'atteggiamento allora prevalente tra i missionari dell'Ordine, ossia quello di realizzare una sorta di sincretismo tra cristianesimo e confucianesimo. Il pontefice evitò di schierarsi apertamente, esortando alla concordia e nominando una commissione affinché esaminasse il caso.
Altre decisioni
Il 15 maggio 1693 Innocenzo XII stabilì che tutte la chiese celebrassero la festa dell'Immacolata Concezione con un'ottava.

### Relazioni con i monarchi europei

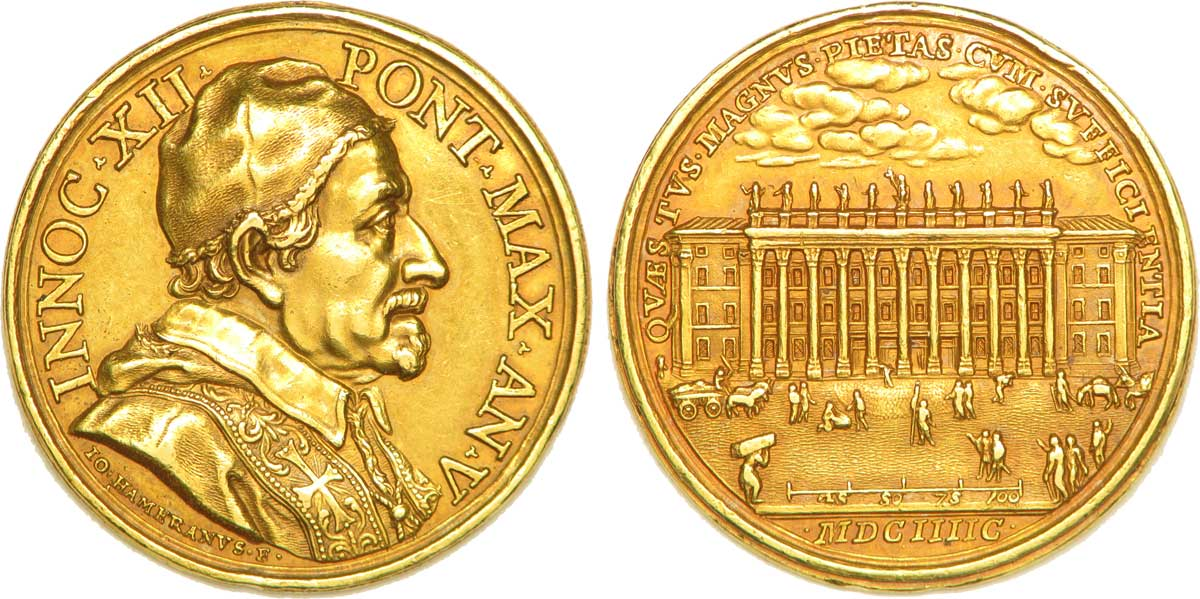
Medaglia aurea di Innocenzo XII (1695). Al rovescio, la Dogana di Terra ricavata - per ordine del pontefice - da Carlo Fontana nei resti del Tempio di Adriano in piazza di Pietra

#### Francia
Innocenzo XII riuscì a porre termine in modo conciliativo a una controversia che si trascinava da cinquant'anni: il dissidio relativo alle prerogative del re (regalie) in materia di benefici ecclesiastici connessi con la nomina episcopale. Nel settembre 1693 re Luigi XIV rinunciò definitivamente alle sue pretese e revocò l'editto del 1682 sulla potestà ecclesiastica (i «Quattro articoli») che ratificava le decisioni dell'assemblea del clero francese. In pari tempo i vescovi francesi inviarono una lettera al papa in cui deplorarono l'accaduto affermando il riconoscimento della piena autorità pontificia sul clero francese. Soddisfatto dell'accordo, il papa confermò le nomine dei vescovi effettuate dal re di Francia, nonostante il fatto che i «Quattro articoli» non venissero revocati. Innocenzo XII acconsentì infine all'estensione del diritto di regalia a tutte le diocesi del regno di Francia.
I rapporti tra Parigi e Roma rimasero comunque freddi: la Francia non invitò la Santa Sede a presenziare ai colloqui di pace seguiti alla fine della Guerra della Lega di Augusta, che si conclusero con il Trattato di Rijswijk (1697).

#### Sacro Romano Impero
Innocenzo XII appoggiò Leopoldo I d'Asburgo, impegnato nella guerra contro i Turchi.
Deplorò la decisione dell'Imperatore di conferire il nono Elettorato dell'impero, spettante al Casato di Hannover, al duca Ernesto di Brunswick-Hannover, pur sapendo che era protestante.
Il pontefice fece dono della rosa d'oro a Guglielmina Amalia di Brunswick-Lüneburg, consorte di Leopoldo I (1699).

#### Spagna
Nonostante i due matrimoni (contratti nel 1679 e nel 1690) il re di Spagna Carlo II non ebbe nessun figlio. La corte di Madrid paventò il rischio che, alla sua morte, il regno di Spagna potesse essere smembrato. Si crearono due partiti: uno filo-asburgico e uno filo-francese. Carlo II scelse il primo e decise di nominare come unico erede Giuseppe Ferdinando Leopoldo di Baviera, principe elettore del Sacro Romano Impero. Ma il designato morì prematuramente nel 1699.
Nel settembre del 1700 il re scrisse a Innocenzo XII per chiedergli consiglio in materia della sua successione, ottenendo una risposta favorevole alle istanze francesi. A parere della Santa Sede, Carlo II avrebbe dovuto fare testamento in favore di Filippo d'Angiò, nipote del re di Francia Luigi XIV. Innocenzo XII morì poco dopo e non fece in tempo a constatare se il suo consiglio fosse andato a buon fine.

#### Polonia
Il successore designato al trono di Polonia, il duca Federico Augusto di Sassonia, prima di salire al trono abiurò la fede protestante (1697).

### Governo dello Stato della Chiesa

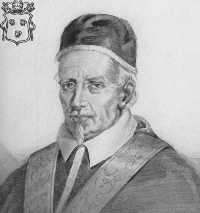
Papa Innocenzo XII abolì la carica di cardinal nipote e ampliò le prerogative del Cardinale Segretario di Stato.

#### Riforme
Innocenzo XII si dedicò alla riforma dell'apparato giudiziario. Il pontefice decise di risolvere un problema che rendeva inefficace l'azione dei tribunali romani: la lentezza della giustizia. Con la bolla Ad radicitus submovendum (31 agosto 1692) soppresse tutti i tribunali e i giudici particolari e rimise tutte le cause ai giudici ordinari. Poi fece erigere un palazzo dove concentrò tutti i tribunali dell'Urbe. Costruita a Montecitorio, la nuova Curia Pontificia (attuale Palazzo Montecitorio) fu inaugurata nel 1696. Ben presto divenne nota come Curia Innocenziana. Oltre ai tribunali pontifici, il palazzo fu anche sede del Governatorato di Roma e della direzione di polizia.
Nell'ambito della riforma che abolì la carica di cardinal nipote, Innocenzo XII abolì anche le cariche che usualmente l'accompagnavano. Tra esse, quella di cardinal legato di Avignone, che cessò di esistere. In sua vece istituì la Congregazione di Avignone.

#### Roma e Lazio
Nel 1692 Innocenzo XII fece realizzare il nuovo acquedotto di Civitavecchia, dichiarò porto franco lo scalo portuale e le conferì il titolo di Città. Ordinò la costruzione del porto di Anzio (soprannominato “di Nettuno”), che portò crescita e sviluppo alla cittadina laziale. Fece aprire due dogane a Roma, una per il traffico di merci via acqua (presso il porto di Ripa Grande), l'altra per le mercanzie via terra (nel tempio di Adriano a piazza di Pietra). Rafforzò le difese militari sulla linea di costa per contrastare la minaccia dei Corsari barbareschi.
Nel 1693 decise di riorganizzare l'assistenza pubblica di Roma, cominciando con il raccogliere l'infanzia abbandonata in un'unica istituzione e in un unico luogo,  progettando di concentrarvi anche le altre categorie di poveri assistiti (accuditi all'epoca a Ponte Sisto e al Palazzo lateranense). Nacque così il nucleo di quello che divenne l'ospizio apostolico di San Michele a Ripa Grande.
In occasione del Giubileo del 1700, il pontefice fece aprire un nuovo raccordo viario tra la via Appia antica e la via Campana (oggi via Appia Nuova), tuttora nota come Appia Pignatelli.
Il pontefice ribadì inoltre il divieto di gioco del lotto. La disposizione, come del resto quelle precedenti, trovò difficile applicazione per l'inveterata propensione dei romani alle scommesse.

### Patrono di arti e scienze
Innocenzo XII promosse la costruzione della Chiesa della Natività di Gesù, affidata all'Arciconfraternita della Compagnia della Natività (detta degli Agonizzanti).
Nominò il cardinale Enrico Nonis bibliotecario della Biblioteca Vaticana (6 marzo 1700) e l'anatomista bolognese Marcello Malpighi archiatra pontificio.
Protesse il letterato inglese John Dryden. Uno dei più grandi poeti inglesi del suo tempo, era stato nominato poeta laureato (1668) e storiografo reale (1670), ma aveva perso tutti i benefici dopo la deposizione di re Giacomo II (1688).
Nel 1691 Papa Innocenzo XII stabilì ufficialmente che la data del Capodanno venisse fissata nella Notte di San Silvestro, ovvero nella festa della circoncisione di Gesù. Dopo questa decisione, la data del 1º gennaio si affermò in tutto il mondo occidentale .
Avverso all'arte teatrale, nel 1697 il pontefice fece demolire il Teatro Tordinona.

## Morte e sepoltura

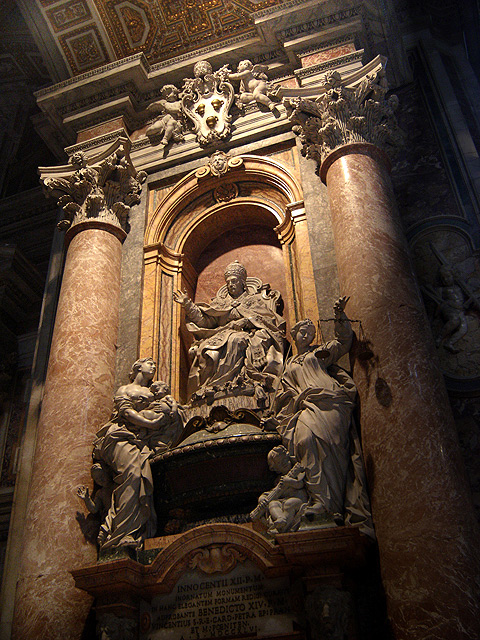
Monumento funebre di Innocenzo XII nella Basilica di San Pietro.

Il giorno di Natale del 1699, già gravemente malato di podagra (una malattia reumatica), non poté presenziare all'apertura della Porta santa della Basilica di San Pietro per il giubileo del 1700. Fu sostituito dal cardinale de Bouillon. Alla cerimonia di apertura furono presenti la regina consorte di Polonia Maria Casimira Luisa (che, rimasta vedova, si era trasferita a Roma) e il penultimo Granduca di Toscana Cosimo III de' Medici.
Innocenzo XII morì all'età di 85 anni il 27 settembre 1700 a Roma: fu il primo Papa della storia della Chiesa a morire durante un giubileo (nonché l'unico per 325 anni, fino alla morte di Papa Francesco nel 2025). Fu sepolto nella Basilica Vaticana.
Dopo la sua morte il suo amico e conterraneo, il cardinale don Vincenzo Petra dei duchi di Vastogirardi, fece erigere a proprie spese un monumento funebre in suo onore a San Pietro, in Vaticano, commissionandolo a Ferdinando Fuga; il monumento è abbellito da due statue che rappresentano la Giustizia e la Carità dello scultore Filippo Valle. Egli fu l'ultimo pontefice a portare abitualmente barba e baffi.

## Diocesi erette da Innocenzo XII

### Vicariati apostolici
- 16 marzo 1694: Scozia (fondato come prelatura territoriale nel 1653)
- 15 ottobre 1696 (breve E sublimi Sedis):
  - Fujian;
  - Chekiang;
  - Kiangsi;
  - Hukwang;
  - Guizhou;
  - Yunnan
  - Shanxi;
  - Shaanxi (i territori dei primi sei vicariati furono ricavati dalla diocesi di Nanchino; gli ultimi due da quella di Pechino).

### Nuove diocesi
- 17 maggio 1694: Alès (Francia, il territorio comprendeva parte della Linguadoca)[29];
- 1º luglio 1697 (bolla In sacra beati ): Blois (il territorio fu ricavato dalla diocesi di Chartres).

## Concistori per la creazione di nuovi cardinali
Innocenzo XII creò 30 cardinali in quattro distinti concistori.
Coerente con la politica anti-nepotista che contraddistinse il suo pontificato, Innocenzo XII non assunse nessun familiare in Curia e negò perfino la porpora del cardinalato all'arcivescovo di Taranto, Francesco Pignatelli, perché era suo cugino. Nominò invece assistente al soglio pontificio il vescovo di Spoleto, Pietro Gaddi da Forlì.

## Beatificazioni e canonizzazioni del pontificato
Innocenzo XII canonizzò due santi in due distinte cerimonie; beatificò per equipollenza sette servi di Dio.

## Genealogia episcopale e successione apostolica
La genealogia episcopale è:
- Cardinale Guillaume d'Estouteville, O.S.B.Clun.
- Papa Sisto IV
- Papa Giulio II
- Cardinale Raffaele Sansone Riario
- Papa Leone X
- Papa Paolo III
- Cardinale Francesco Pisani
- Cardinale Alfonso Gesualdo di Conza
- Papa Clemente VIII
- Cardinale Pietro Aldobrandini
- Cardinale Laudivio Zacchia
- Cardinale Antonio Barberini, O.F.M.Cap.
- Cardinale Marcantonio Franciotti
- Papa Innocenzo XII

La successione apostolica è:
- Cardinale Leopold Karl von Kollonitsch (1668)
- Vescovo Wilderich von Walderdorff (1669)

## Albero genealogico
|                                                                     |                                 |                                                           | Genitori                                          |  |  | Nonni |  |  | Bisnonni                                   |  |  | Trisnonni                                |  |
|                                                                     |                                 |                                                           |                                                   |  |  |       |  |  | Fabrizio Pignatelli, marchese di Cerchiara |  |  | Giacomo Pignatelli, signore di Cerchiara |  |
|                                                                     |                                 |                                                           |                                                   |  |  |       |  |  | Fabrizio Pignatelli, marchese di Cerchiara |  |  | Giacomo Pignatelli, signore di Cerchiara |  |
|                                                                     |                                 | Maria Cossa                                               |                                                   |  |  |       |  |  | Fabrizio Pignatelli, marchese di Cerchiara |  |  |                                          |  |
| Marzio Pignatelli, marchese di Spinazzola                           |                                 |                                                           |                                                   |  |  |       |  |  | Fabrizio Pignatelli, marchese di Cerchiara |  |  |                                          |  |
|                                                                     |                                 | Vittoria Cicinelli                                        | Galeazzo Cicinelli, barone di Carpinone           |  |  |       |  |  |                                            |  |  |                                          |  |
|                                                                     |                                 | Vittoria Cicinelli                                        | Galeazzo Cicinelli, barone di Carpinone           |  |  |       |  |  |                                            |  |  |                                          |  |
|                                                                     |                                 | Vittoria Cicinelli                                        | Ippolita Ferrillo                                 |  |  |       |  |  |                                            |  |  |                                          |  |
| Francesco Pignatelli, principe di Minervino, marchese di Spinazzola |                                 | Vittoria Cicinelli                                        |                                                   |  |  |       |  |  |                                            |  |  |                                          |  |
|                                                                     |                                 | Giovanni Battista I Filomarino, conte della Rocca d'Aspro | Tommaso II Filomarino, barone della Rocca d'Aspro |  |  |       |  |  |                                            |  |  |                                          |  |
|                                                                     |                                 | Giovanni Battista I Filomarino, conte della Rocca d'Aspro | Tommaso II Filomarino, barone della Rocca d'Aspro |  |  |       |  |  |                                            |  |  |                                          |  |
|                                                                     |                                 | Giovanni Battista I Filomarino, conte della Rocca d'Aspro | Diana Caracciolo                                  |  |  |       |  |  |                                            |  |  |                                          |  |
| Cornelia Filomarino                                                 |                                 | Giovanni Battista I Filomarino, conte della Rocca d'Aspro |                                                   |  |  |       |  |  |                                            |  |  |                                          |  |
|                                                                     |                                 | Violante Carafa                                           | Tommaso Carafa, signore di Panno                  |  |  |       |  |  |                                            |  |  |                                          |  |
|                                                                     |                                 | Violante Carafa                                           | Tommaso Carafa, signore di Panno                  |  |  |       |  |  |                                            |  |  |                                          |  |
|                                                                     |                                 | Violante Carafa                                           | Maria d'Eboli                                     |  |  |       |  |  |                                            |  |  |                                          |  |
| Papa Innocenzo XII                                                  |                                 | Violante Carafa                                           |                                                   |  |  |       |  |  |                                            |  |  |                                          |  |
|                                                                     | Antonio Carafa, I duca d'Andria | Fabrizio Carafa, conte di Ruvo                            |                                                   |  |  |       |  |  |                                            |  |  |                                          |  |
|                                                                     | Antonio Carafa, I duca d'Andria | Fabrizio Carafa, conte di Ruvo                            |                                                   |  |  |       |  |  |                                            |  |  |                                          |  |
|                                                                     | Antonio Carafa, I duca d'Andria | Porzia Carafa                                             |                                                   |  |  |       |  |  |                                            |  |  |                                          |  |
| Fabrizio Carafa, II duca d'Andria                                   | Antonio Carafa, I duca d'Andria |                                                           |                                                   |  |  |       |  |  |                                            |  |  |                                          |  |
|                                                                     |                                 | Andreana Carafa                                           | Andrea Carafa, signore di Pescolanciano           |  |  |       |  |  |                                            |  |  |                                          |  |
|                                                                     |                                 | Andreana Carafa                                           | Andrea Carafa, signore di Pescolanciano           |  |  |       |  |  |                                            |  |  |                                          |  |
|                                                                     |                                 | Andreana Carafa                                           | Lucrezia Pignatelli                               |  |  |       |  |  |                                            |  |  |                                          |  |
| Porzia Carafa d'Andria                                              |                                 | Andreana Carafa                                           |                                                   |  |  |       |  |  |                                            |  |  |                                          |  |
|                                                                     |                                 | Luigi Carafa, principe di Stigliano                       | Antonio Carafa, duca di Rocca Mondragone          |  |  |       |  |  |                                            |  |  |                                          |  |
|                                                                     |                                 | Luigi Carafa, principe di Stigliano                       | Antonio Carafa, duca di Rocca Mondragone          |  |  |       |  |  |                                            |  |  |                                          |  |
|                                                                     |                                 | Luigi Carafa, principe di Stigliano                       | Ippolita di Capua                                 |  |  |       |  |  |                                            |  |  |                                          |  |
| Maria Carafa                                                        |                                 | Luigi Carafa, principe di Stigliano                       |                                                   |  |  |       |  |  |                                            |  |  |                                          |  |
|                                                                     |                                 | Lucrezia del Tufo                                         | Giovanni Girolamo del Tufo, marchese di Lavello   |  |  |       |  |  |                                            |  |  |                                          |  |
|                                                                     |                                 | Lucrezia del Tufo                                         | Giovanni Girolamo del Tufo, marchese di Lavello   |  |  |       |  |  |                                            |  |  |                                          |  |
|                                                                     |                                 | Lucrezia del Tufo                                         | Antonia Carafa, baronessa di Orta                 |  |  |       |  |  |                                            |  |  |                                          |  |
|                                                                     |                                 | Lucrezia del Tufo                                         |                                                   |  |  |       |  |  |                                            |  |  |                                          |  |